# Phoracantha semipunctata
Phoracantha semipunctata, conocido como escarabajo taladrador del eucaliptus, es una especie de coleóptero de la familia de los cerambícidos. Fue descrito por primera vez por el naturalista danés Fabricius en 1775, en su obra Systema entomologiæ.

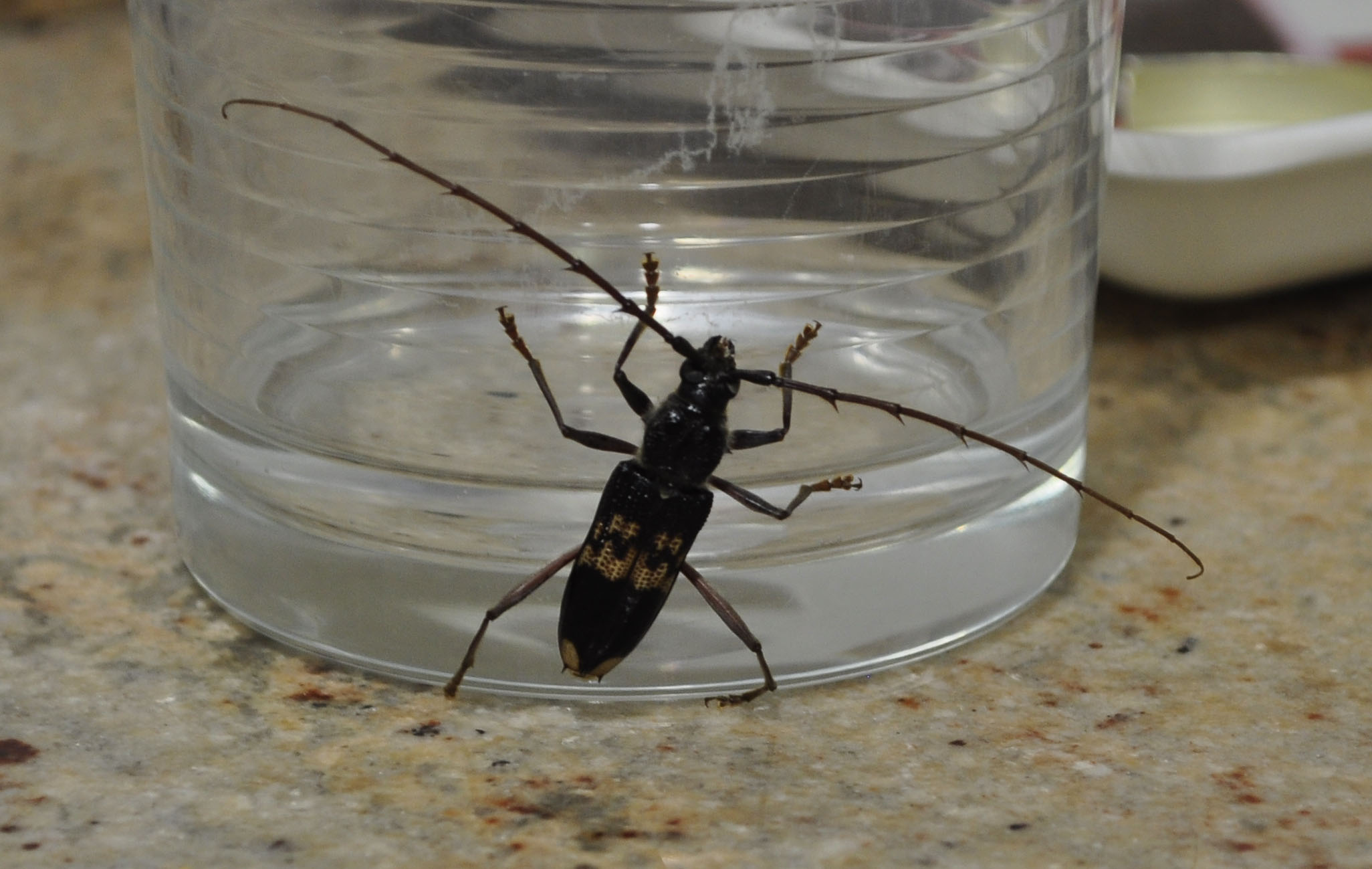
P. semipunctata en la cocina de una vivienda.

Como una mayoría de los polyphagos se alimenta en fase larvaria de madera, este en concreto de la de eucalipto, pasando la mayor parte de su vida en este estado.
Debido al comercio maderero se ha extendido mucho fuera de su área de origen, Australia, convirtiéndose en especie invasora en varios continentes, desde Europa y África hasta América del Sur. Existen registros de su presencia en Córcega (Francia), Israel, Mozambique, España, Portugal, Suecia, Uruguay, Zimbabue y Chile.
Uno de sus enemigos es la avispa parásita Avetianella longoi (Siscaro).